# Capodanno (cognome)
Capodanno è un cognome di lingua italiana.

## Varianti
Il cognome non presenta varianti.

## Origine e diffusione
Il cognome è tipicamente campano.
Potrebbe derivare dal prenome medioevale Capodanno. È affine al cognome Bonanno.